# Stadtkirche Langenburg

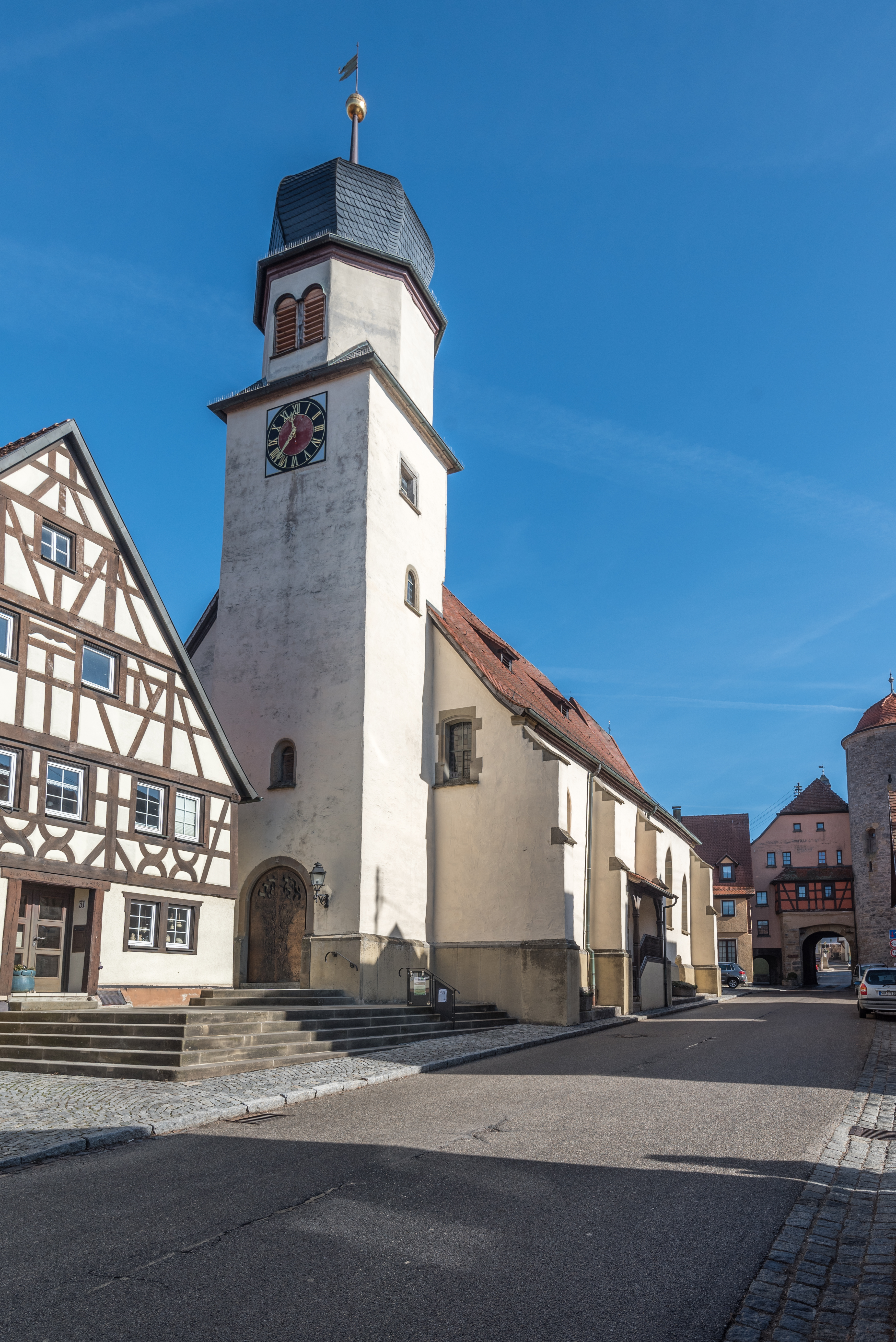
Stadtkirche Langenburg

Die evangelische Stadtkirche steht in Langenburg, einer Stadt im Landkreis Schwäbisch Hall in Baden-Württemberg. Das Bauwerk ist beim Landesamt für Denkmalpflege Baden-Württemberg als Baudenkmal eingetragen. Die Kirchengemeinde gehört zum Kirchenbezirk Crailsheim-Blaufelden der Evangelischen Landeskirche in Württemberg.

## Beschreibung

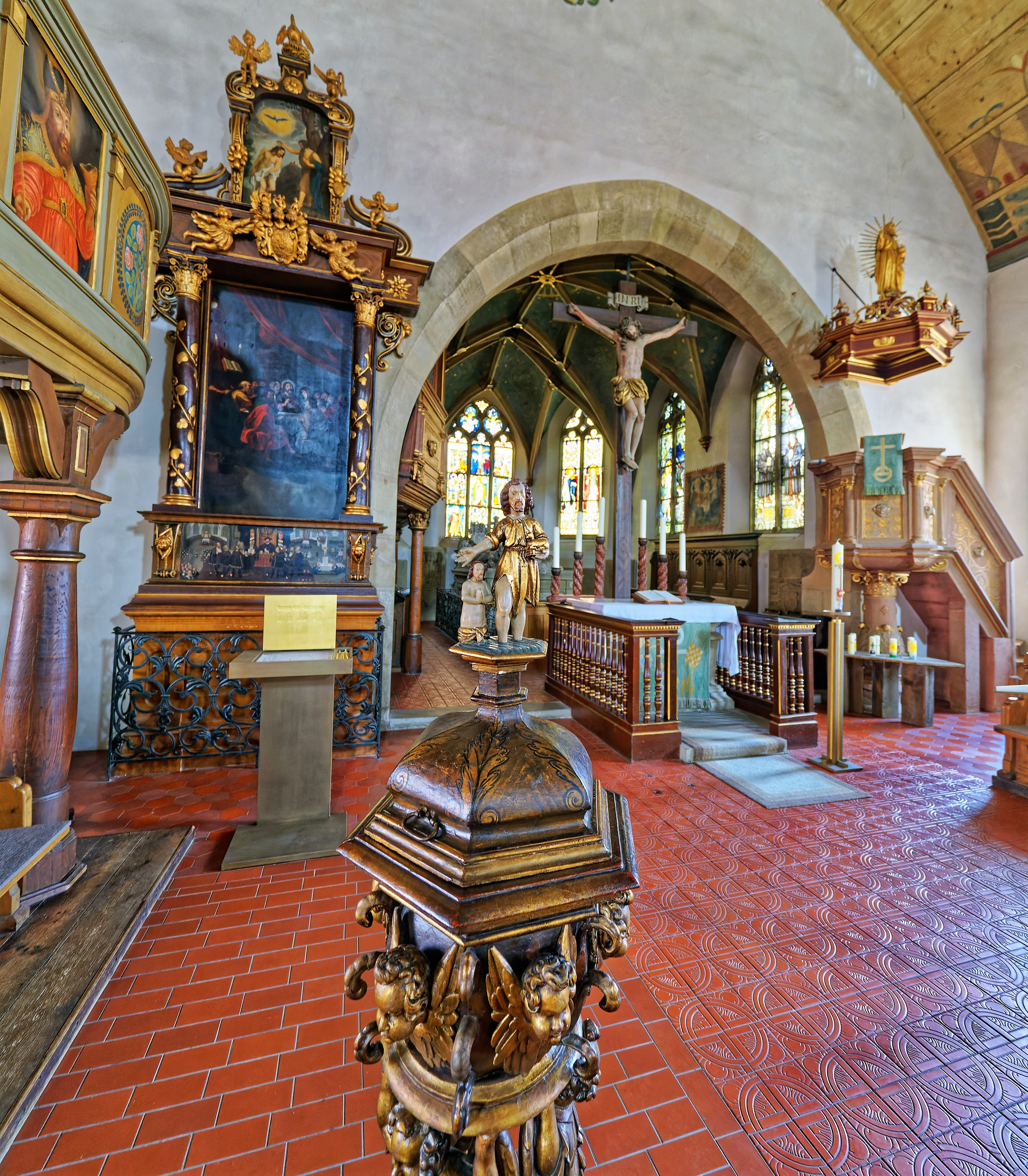
Blick zum Chor

Die Saalkirche ersetzte eine 1499 von Kraft VI. Hohenlohe gestiftete Wallfahrtskapelle. Sie besteht aus dem 1610 errichteten Langhaus, dem eingezogenen, dreiseitig geschlossenen, spätgotischen Chor im Osten, einer Sakristei an dessen Nordwand und dem im 16. Jahrhundert gebauten Fassadenturm auf quadratischem Grundriss im Westen, der aus der Längsachse des Langhauses nach Süden verschoben ist. In seinem Erdgeschoss befindet sich das Vestibül. Sein oberstes quadratisches Geschoss enthält die Turmuhr, das darüber liegende achteckige den Glockenstuhl für sechs Kirchenglocken
(Friedensglocke: 1500 kg, Kreuzglocke, Hosiannaglocke von etwa 1510, Gebetsglocke: 400 kg, Taufglocke von 1450 und Heiliggeistglocke aus dem Jahr 1653). Darauf sitzt eine schiefergedeckte Zwiebelhaube. 

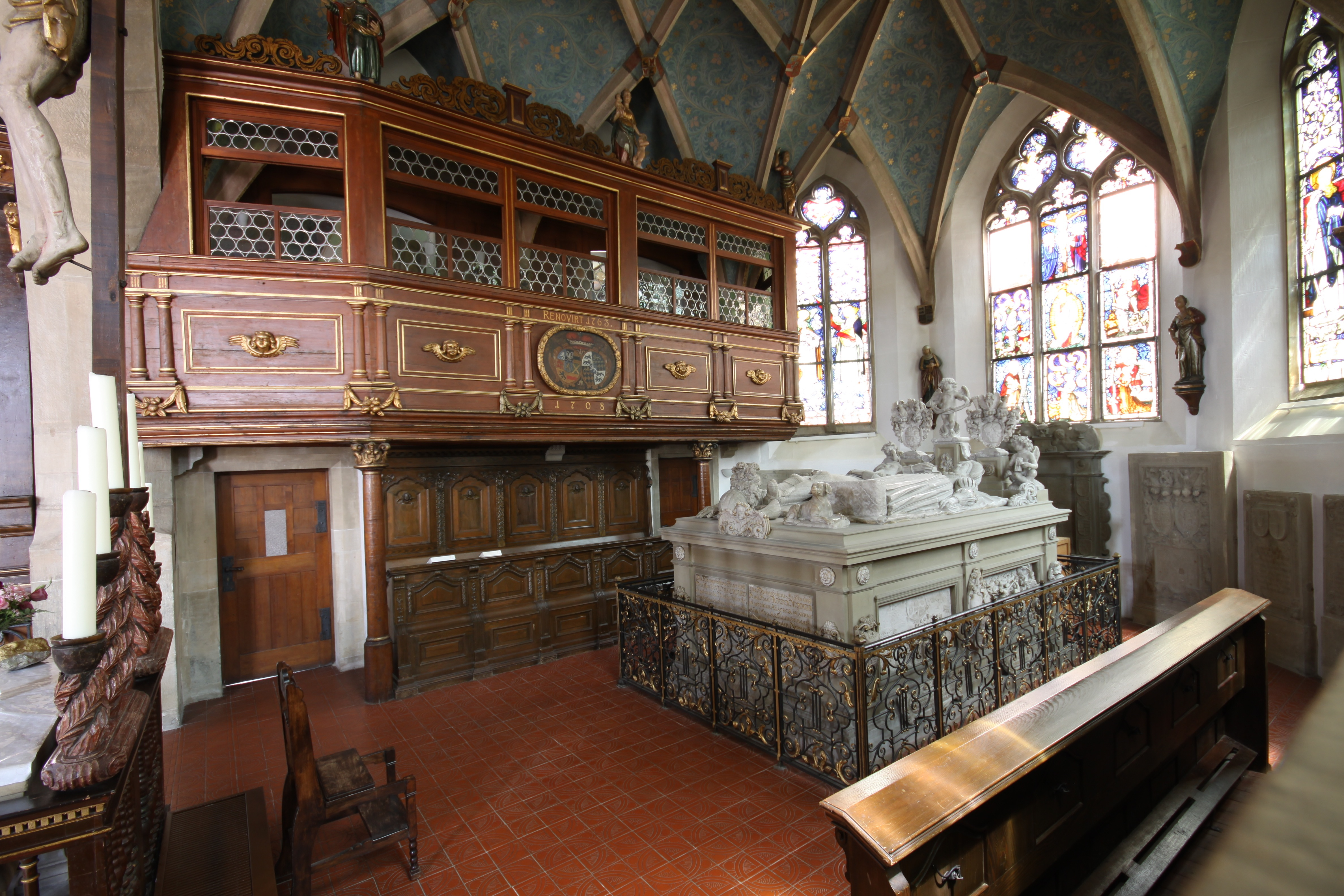
Hochgrab und Fürstenloge

Die Glasmalereien im Chor aus dem Jahr 1906 stammen von Fritz Geiges. Im Chor befindet sich ein 1629 von Michael Kern gestaltetes Hochgrab des Grafen Philipp Ernst von Hohenlohe-Langenburg und seiner Gemahlin Anna Maria zu Solms-Sonnenwalde. Die Bilder an den Brüstungen der Emporen schuf Joachim Georg Creutzfelder. 

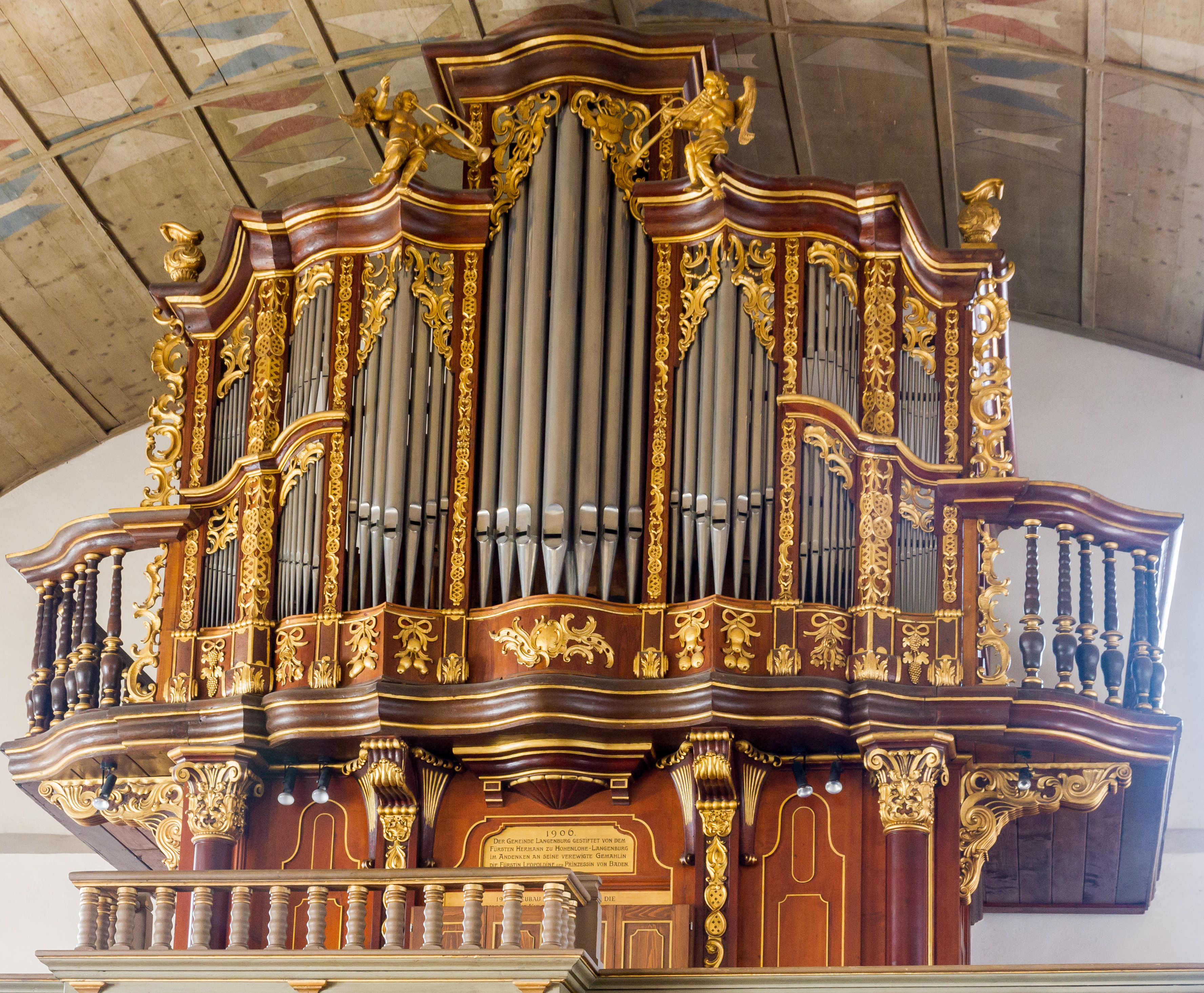
Orgel

1764 erhielt die Kirche eine neue Orgel, die der Orgelbaumeister Martin Gessinger aus Rothenburg/Tauber erstellte. Der barocke Prospekt dieser Orgel ist bis heute erhalten. Die heutige Orgel auf der Westempore, die Orgelwerke der Giengener Orgelmanufaktur Gebr. Link aus den Jahren 1906 mit 19 Registern und von 1961 mit 21 Registern ersetzt, wurde 1983 von Orgelbaumeister Konrad Koch, Feuchtwangen, gebaut und umfasst dreiundzwanzig klingende Register mit Zimbelstern auf zwei Manualen und Pedal. Im Jahr 2000 wurde die Orgel durch die Orgelbauer Lenter/Trefz klanglich überarbeitet.

## Nachweise
1. ↑  Orgel Databank: Langenburg (Baden-Württemberg) – Evangelische Stadtkirche

Koordinaten: 49° 15′ 12,4″ N, 9° 50′ 55,9″ O